# Солун (тема)
Тема Солун (грчки: θέμα Θεσσαλονίκης) је била византијска провинција (тема) на јужном Балкану која је обухватала данашње грчке области Средишњу и Западну Македонију. Центар теме био је у Солуну, другом по величини и значају граду у Царству.

## Историја
У периоду касне антике, Солун је био главни град римске провинције Македоније и дијецезе Македоније, као и седиште преторијанског префекта Илирика. Са губитком већег дела балканских територија услед словенских упада у 6. и 7. веку, власт префекта (на грчком "епарх") углавном је сведена на град са непосредном околином. Епарх је наставио да управља Солуном све до почетка 9. века када га је заменио стратег. Од Солуна, другог по величини града у Царству, формирана је посебна тема. Стратег Солуна по први пут се спомиње 836. године, али писмо цара Михаила II (820-829) франачком краљу Лују I Побожном (814-840) указује на постојање теме Солун већ 824. године. Историчар Ворен Тераголд предлаже оснивање теме око 809. године током противсловенске кампање цара Нићифора I (802-811) који је проширио византијску власт на овим просторима. Тераголд процењује трупе Солуна у 9. веку на 2000 људи. На истоку тема је проширена до реке Стримон и истоимене теме. На југу се граничила са темом Хелада негде у северној Тесалији. Њене западне и северне границе су неутврђене и често променљиве услед Византијско-бугарских и Византијско-словенских ратова.
Током владавине Јована I Цимискија (969-976) професионалне тагматске трупе стациониране су у Солуну. У 11. веку Солунски дукат био је од изузетног значаја. Град Солун и већи део Македоније освојили су Латини у Четвртом крсташком рату. У Солуну је формирана Краљевина која је постојала до 1224. године када је прикључена Епирској деспотовини. Тема је обновљена 1246. године када велики део Македоније бива припојен Никејском царству. Тема Солун опстала је до пада под Турке 1392. године. До тада је, међутим, била сведена на град са непосредном околином. Византија је повратила Солун 1402. године. Град је постао седиште Деспотовине. Турци га опседају 1422. године. Султан Мурат је желео казнити Палеологе за учешће у грађанском рату у Османском царству. Године 1423. византијски деспот Андроник Палеолог предао је град Млетачкој републици која је преузела одбрану града на себе. Исте године (1422) опседнут је и Цариград. Ипак, Цариград је уз подршку папе и западних земаља које су му послали наоружање, успео да одбије опсаду. Блокада Солуна трајала је до 1430. године. Млечани су скупо платили одбрану града. Након заузећа 1430. године, град је подвргнут тродневној пљачки.